# 9617 Grahamchapman
9617 Grahamchapman (tên chỉ định: 1993 FA5) là một tiểu hành tinh vành đai chính. Nó được phát hiện ngày 17 tháng 3 năm 1993, ở Đài thiên văn Nam Âu. Nó được đặt theo tên diễn viên hài người Anh Graham Chapman.